# Video a componenti

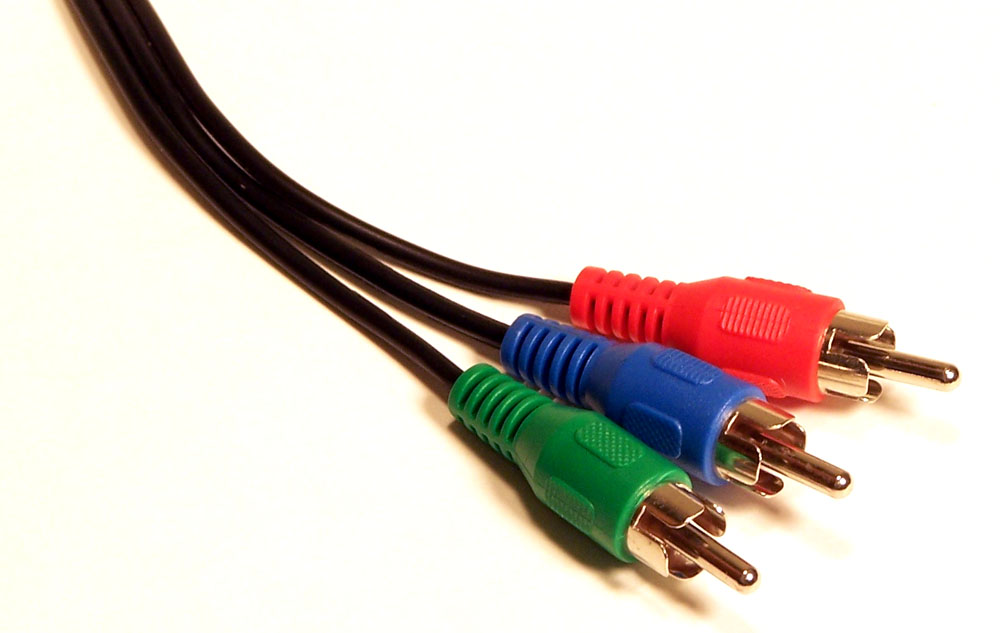
Tre cavi, ognuno con connessione RCA ad entrambi i capi, sono spesso usati per trasmettere segnale video analogico

Il video a componenti (detto anche genericamente connessione a componenti o connessione component) è un tipo di formato video, originariamente analogico e poi mutuato in digitale, che si contrappone al video composito (da non confondere con i collegamenti modulati in RF che inglobano anche il segnale audio).
Il video a componenti si contraddistingue dal video composito per il fatto di avere le informazioni video suddivise su più canali fisici, diversamente dal video composito che invece le miscela in un unico flusso informativo e trasmesso su un unico canale.
Attualmente negli impianti domestici i cablaggi video a componenti vengono gradatamente aggiornati con le relative controparti digitali DVI e HDMI in grado di fornire maggiore comodità. In ambito professionale invece il video a componenti è ancora largamente utilizzato nei cablaggi di qualità.

## Descrizione

### Canali video
I segnali video devono trasportare diverse informazioni, quali l'immagine (i colori primari rosso, verde e blu) e la sincronia (che permette la corretta interpretazione del segnale e costruzione dell'immagine), che a seconda del sistema utilizzato vengono gestiti in modo differente, il sistema più semplice è S-Video, che permette di raddoppiare i canali dedicati al video rispetto al composito, permettendo di fatto un aumento della banda passante e della qualità immagine televisiva, motivo per cui a seguire vennero prodotti ulteriori standard che utilizzano ulteriori canali, ma generalmente per video a componenti s'intende un sistema a tre canali a connettori RCA, con segnale video del tipo RGB o YPbPr.

### Tipo di sincronia
La sincronia viene gestita in modo differenti a seconda del sistema, generalmente fino a tre canali la sincronia viene gestita assieme ai canali dedicati all'immagine, mentre all'ulteriore crescere dei canali di trasmissione della presa video la sincronia ha da 1 a 2 canali dedicati. 
La sincronia quindi può essere:
- Sincronia (Sync) in composito (trasmessa assieme all'immagine), si tratta di una sincronia composita trasmessa assieme al segnale video
  - Sincronia nella Luminanza, il segnale è mescolato nel segnale Y, che a tutti gli effetti è un segnale televisivo monocromatico completo (come nel caso dell'S-video o YPbPr)
  - Sincronia nel verde (SoG, Sync in G o RGsB), il segnale è mescolato nel canale del segnale verde (come nel caso dell'RGsB usato da Sony)
  - Sincronia nel rosso o blu, variante del SoG, dove in questo caso come base si utilizza un canale colore differente
- Sincronia composita (a canale dedicato RGBS), combina la sincronia verticale e orizzontale in un unico segnale (come nella presa SCART RGB, che utilizza un quarto canale per la trasmissione della sincronia)
- Sincronia separata (RGBHV), i segnali di sincronia verticale e orizzontale sono separati ed hanno ognuno il proprio canale di trasmissione (come nel caso della VGA e SVGA).

### Qualità immagine
Nel caso di trasmissioni LDTV o SDTV è sufficiente il video composito o anche un segnale RF, quindi un unico canale per il segnale video e nel caso del segnale RF viene utilizzato questo unico conduttore anche per il segnale audio (con conseguente perdita di qualità video).

Per poter trasmettere video a definizione standard (480i o 576i) alla sua massima qualità è necessario almeno un sistema a 2 canali come l'S-Video, mentre per trasmettere ad video a definizione avanzata (EDTV) o di qualità digitale (intesa come immagini con 480P in NTSC e 576P in PAL) è necessario un sistema con almeno 3 canali come l'RGsB o a 4 canali RGBS (SCART RGB), mentre per trasmettere ad alta definizione oltre le 480P, serve l'adozione del video a componenti YPbPr, che è appunto adatto a segnali come 480p, 720p, 1080p, mentre per ottenere risoluzioni superiori fino a 1200P (1600×1200 o UXGA) è necessario il VESA VGA con il video RGBHV.

Per consentire una trasmissione di risoluzioni maggiori è richiesta una connessione digitale come DVI (solo video) e HDMI (che può includere fino a 8 canali audio) per avere i migliori risultati alle risoluzioni più elevate (superiori a 1200p), riducendo il rischio di disturbi da interferenze.

## Segnale video
Questi sistemi pur essendo comunemente associati ad un segnale video di tipo RGB (effettivamente utilizzato in molti sistemi), originariamente il primo sistema composito utilizzava un segnale senza informazioni di colore, chiamato luminanza (Y) combinato con uno o più segnali che trasportano le informazioni di crominanza (C). Canali di crominanza più numerosi permettono una maggiore precisione di mappatura nello spazio colore RGB. Questo schema di separazione è una trasformazione lineare dello spazio colore sRGB, e dà luogo al tipo di segnale a cui ci si riferisce di solito quando si parla di video a componenti. Alcune varianti di questo formato includono gli schemi YUV, YCbCr, YPbPr e YIQ, che sono comunemente usati nei sistemi video. In questo caso, il segnale a componenti viene trasmesso lungo tre cavi coassiali. In ambito televisivo, questo tipo di connessione è molto comune nei videoregistratori Betacam.

## Regionalità del segnale
Il segnale del video a componenti può differire a seconda della regione, un esempio è l'S-Video, che ha la crominanza codificata a seconda della regione, rendendo di fatto il segnale video tramite S-video non universale, portando alla visione a colori falsati se usati con un dispositivo con codifica differente rispetto all'emettitore, esattamente come nel caso del più semplice e precedente video composito.

Per superare il problema di regionalità si deve attendere il video a componenti del tipo RGB o YPbPr a tre connettori o più.

## Standards
Esempi di standard internazionali per il video a componenti sono:
- RS-170 RGB (525 linee, basato su temporizzazioni NTSC, e noto ora come EIA/TIA-343)
- RS-343 RGB (525, 625 o 875 linee)
- STANAG 3350 Analogue Video Standard (NATO versione militare dello standard RS-343 RGB)
- CEA-770.3 Interfaccia video analogica a componenti per TV ad alta definizione (Consumer Electronics Association)